# Carli Tornehave
Carli Frithiof Wilhelm Tornehave, född 26 augusti 1932 i Enskede församling, Stockholm, är en svensk sångare och skådespelare.  

## Biografi
Tornehave föddes i Stockholm, men växte upp i Danmark, dit han och familjen flyttade när han var fyra år. Han började tidigt med musik, spelade flera instrument och blev medlem av Københavns Drengekor (Köpenhamns Gosskör) och senare Tivoliorkestern. Han återvände till Sverige som 18-åring. 1954 vann han en vokalisttävling på Nalen, där han kom i kontakt med Charlie Norman  och sjöng under några år med hans  orkester, vilket innefattade flera turnéer i folkparkerna. Han medverkade också i några långfilmer. Som sångare har han kallats "Sveriges Frank Sinatra".
Carli Tornehave skivdebuterade 1958 med Första gången, den svenska versionen av den italienska storschlagern Come Prima. Hans största skivframgång är Gotländsk sommarnatt och Lykkeliten, som fanns med på samma EP-skiva. Den gick in på 14:e plats på branschtidningen Show Business försäljningslista den 15 maj 1960 och blev kvar ända till den 1 september och nådde som bäst en 12:e-plats. På samma lista återfanns 1961 även Tornehaves svenska version av danska ESC-schlagern Angelique. Den höll sig kvar i fem veckor och nådde som bäst en 13:e-plats.
Carli Tornehave har även haft flera låtar på Svensktoppen, bland andra Under ekars djupa grönska (3:a som bäst), Skänk en slant till en fattig speleman (som bäst 6:a) och Mexican Shuffle (4:a).
En radiofavorit var en EP-skiva med låtar ur Porgy och Bess (1959) tillsammans med Monica Zetterlund.
Han har framfört sex bidrag i Melodifestivalen: 1962 sjöng han två bidrag, Anneli och När min vän, 1963 sjöng han Twist till menuett samt En gång i Stockholm. Den senare vann tävlingen, men det blev Monica Zetterlund som fick representera Sverige i Eurovision Song Contest i London. 1966 sjöng han Monte Carlo och Härliga söndag och slutade på andra respektive åttonde plats. 
Tillsammans med artisten Lena Ericsson gjorde han albumet "Gershwin - evergreen!" (1980), som 1981 tilldelades Kungliga Musikaliska Akademiens Svenska grammofonpriset. 
Under sin karriär släppte Tornehave ca 45 singel- och EP-skivor, varav flera även på danska.

## Sångtitlar (urval)
- Hårda bud
- Hård stad (Rough Road av Lee Hazlewood) - 1961
- Angelique
- Den enda i världen
- En natt i Moskva
- Lykkeliten
- Gotländsk sommarnatt
- Monte Carlo
- När min vän kommer tillbaka (med Monica Zetterlund)
- Under ekars djupa grönska
- Mexican Shuffle

## Diskografi (urval)
- 1961 - Carli Tornehave - Gotländsk sommarnatt
- 1966 - Carli Tornehave - Under ekars djupa grönska
- 1969 - Monja och 10 andra populära melodier ur Carli Tornehaves aktuella repertoar
- 1978 - En gång jag seglar i hamn och andra Stig Olin-melodier
- 1989 - Gershwin - evergreen!: 20 George Gershwin songs
- 2002 - Carli Tornehave 20 bästa - Musik vi minns 1961-64

## Filmografi (urval)
- 1961 – Åsa-Nisse bland grevar och baroner
- 1962 – Raggargänget
- 1964 – Wild West Story
- 1965 – För vänskaps skull - sångaren
- 1968 – Sarons ros och gubbarna i Knohult
- 1978 – Dante – akta're för Hajen!
- 1980 – Blomstrande tider

## Teater

### Roller
| År   | Roll    | Produktion                  | Regi         | Teater      |
| ---- | ------- | --------------------------- | ------------ | ----------- |
| 1964 | Bernard | Far i luften Marc Camoletti | Egon Larsson | ABC-Teatern |